# توجيه الطفل

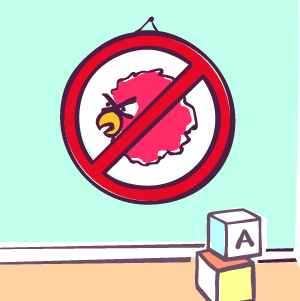

تعتبر مرحلة الطفولة مرحلة أساسية لتوجيه الطفل، فهي بمنزلة مهمة يوميَّة للمربي ويُعد المربي ذا مكانة في مجتمعنا، إذ أنَّ معظم الأطفال يحتاجون إلى توجيه مستمر لأنهم لا يمتلكون الخبرة والقدرة اللازمة في الحياة، ويجب على المربي فهم سلوك الطفل كي يتسنى له معرفة قدرات كل طفل، كما تقتضي هذه العملية إلمامًا كبيرًا بالنظريات العلمية وخاصة المتعلقة بسيكولوجية الطفل.

## التوجيه
هو قيام الشخص المسؤول عن الطفل سواء كان أبًا أو أمًّا أو معلمًا بإرشاده وتوجيهه إلى السلوكيات الإيجابية؛ لتوسيع مدارك الطفل وإعادة توجيه السلوك السلبي إلى سلوك إيجابي، ومن خلاله يستطيع الطفل التكيف مع الحياة، فالتوجيه يعتبر أساس العملية التربوية، فالأطفال بحاجة إلى من يرشدهم إلى السلوك السليم.

## الأهداف المتعلقة بتوجيه الطفل
• تنمية تقدير الذّات.
• مساعدة الطّفل على «التكيف الاجتماعي»، فمن خلال توجيه الطفل يستطيع أن يفهم الآخرين ويتفاعل معهم بشكل سليم.
• سينظر الطفل إلى المشكلات التي تواجهه بنظرة إيجابية، ويتمكن من حلها، وخصوصًا إذا تم توجيه الطفل بأسلوب التشجيع.
• يُنَمي مفهوم الذكاء العاطفي، وبهذا يستطيع الطفل فهم مشاعر الآخرين.